# Všechlapy, Benešov
Všechlapy là một làng thuộc huyện Benešov, vùng Středočeský, Cộng hòa Séc.